# Saturnia
Saturnia ist ein Thermalort und Ortsteil (Fraktion, italienisch frazione) der Gemeinde Manciano in der toskanischen Maremma (Italien).

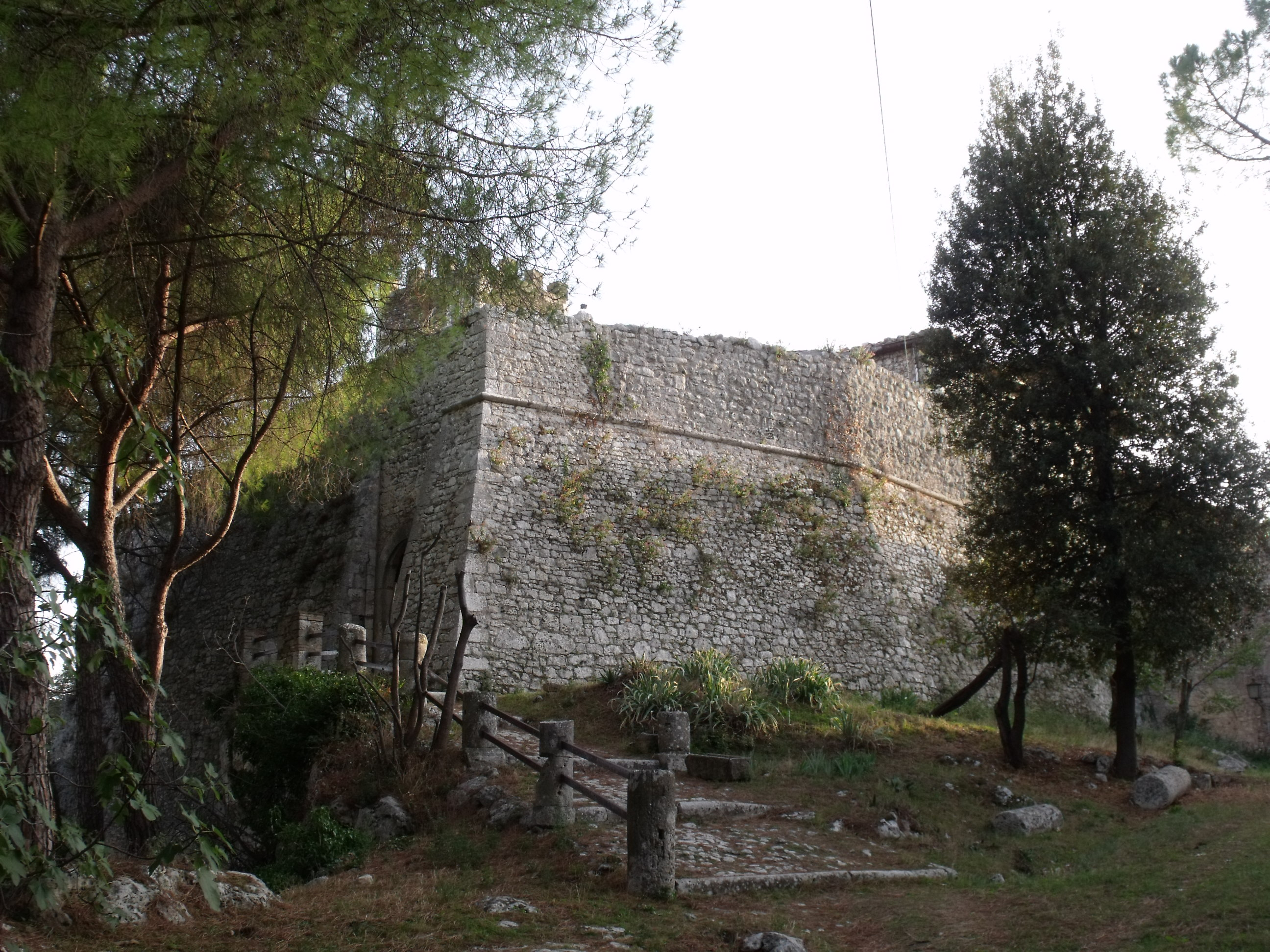
Rocca aldobrandesca, auch Castello Ciacci oder Villa Ciacci genannt

## Geografie
Der Ort liegt etwa 8 km nördlich des Hauptortes Manciano und im Albegnatal der südlichen Maremma. Die Provinzhauptstadt Grosseto liegt 38 Kilometer nordwestlich, die Regionalhauptstadt Florenz ca. 100 km nördlich. Der Ort liegt auf 294 m s.l.m. an der Via Clodia und hat ca. 280 Einwohner. Saturnia liegt auf einem Hügel oberhalb des Zusammenflusses von Albegna und Stellata.

## Geschichte
Eine Legende besagt, dass Saturnia die erste von Saturn gegründete Stadt auf der Italienischen Halbinsel sei – daher leitet sich der Name Saturnia ab. Der Ort liegt auf einem Travertinfelsen und gilt als die erste Stadtgründung der Etrusker, die ihn Aurina nannten. Teile der Stadtmauern stammen aus dem 2. Jahrhundert v. Chr. aus Römischer Zeit, die Präsenz der Römer, die den Ort als Aurinia bezeichneten, wird seit 280 v. Chr. vermutet. Zwischen dem 3. und 12. Jahrhundert hinterließ Saturnia keine weiteren Spuren.
Erstmals schriftlich erwähnt wird der Ort 1188 in einem Dokument von Papst Clemens III., zu dieser Zeit waren die Therme und die Festung, die Rocca, schon vorhanden. Die Rocca gelangte 1216 in den Besitz der Aldobrandeschi und stand im Konfliktfeld von Siena und Orvieto, die beide den Ort einzunehmen versuchten, Siena 1221 und Orvieto 1251. Siena zerstörte 1299 den Ort erheblich auf der Suche nach Margherita Aldobrandeschi. Bereits vier Jahre später gelangten die Orvietani zu Einfluss in Saturnia. 1328 übernahmen die Baschi aus Montemerano und später die Orsini aus Pitigliano den Ort, der 1410 von Siena erobert wurde. Der Ausbau der römischen Stadtmauern durch die Sieneser fand von 1454 bis 1464 statt.
Nach der Niederlage der Sieneser Republik gelangte Saturnia zu den Medici, die den Ort 1593 an die Markgrafen Ximenes vermachten. Die Familie der Panciatichi regierten von 1738 bis 1751. 1787 wurde Saturnia Ortsteil von Manciano.

## Sehenswürdigkeiten

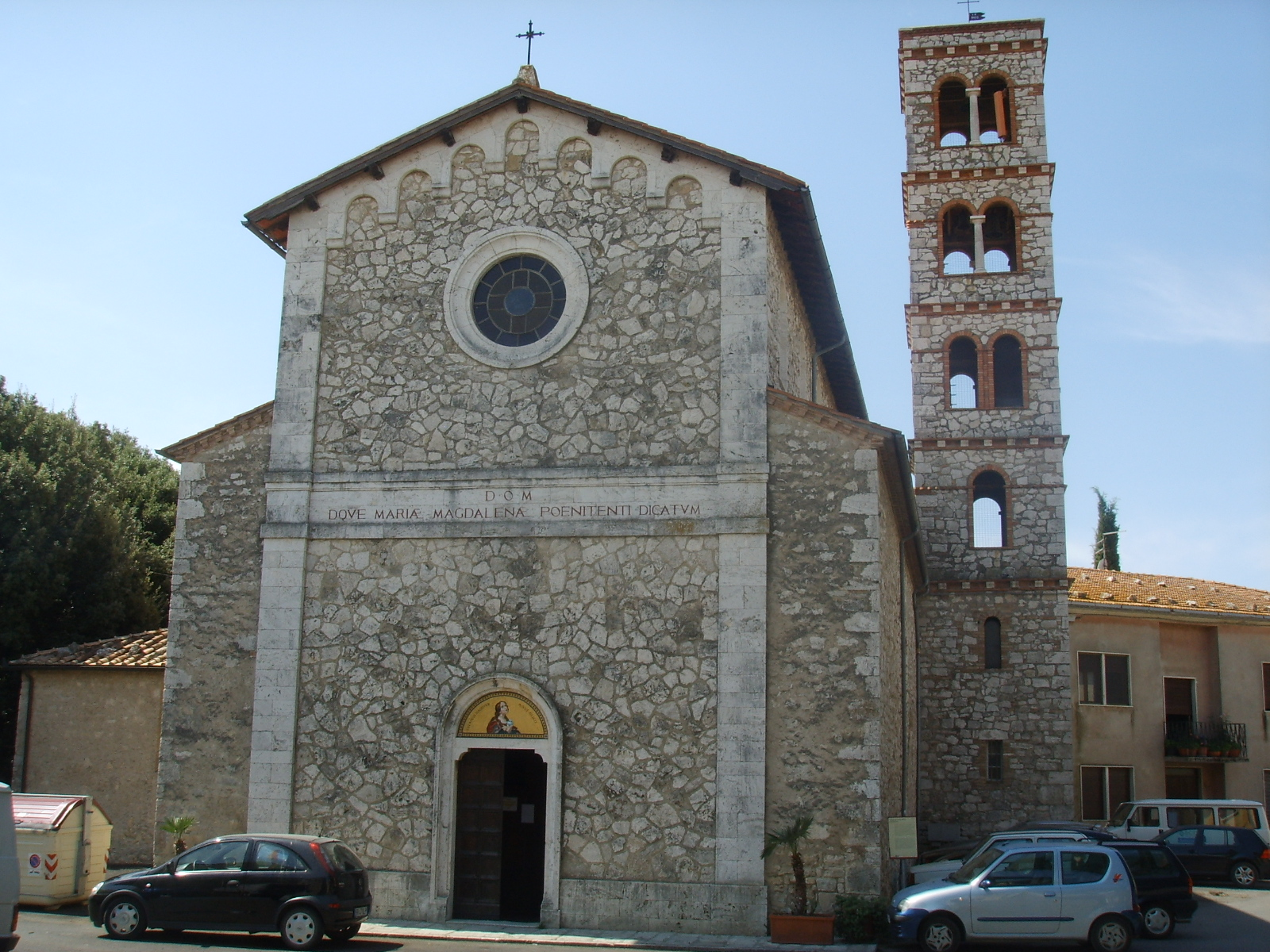
Kirche Chiesa di Santa Maria Maddalena

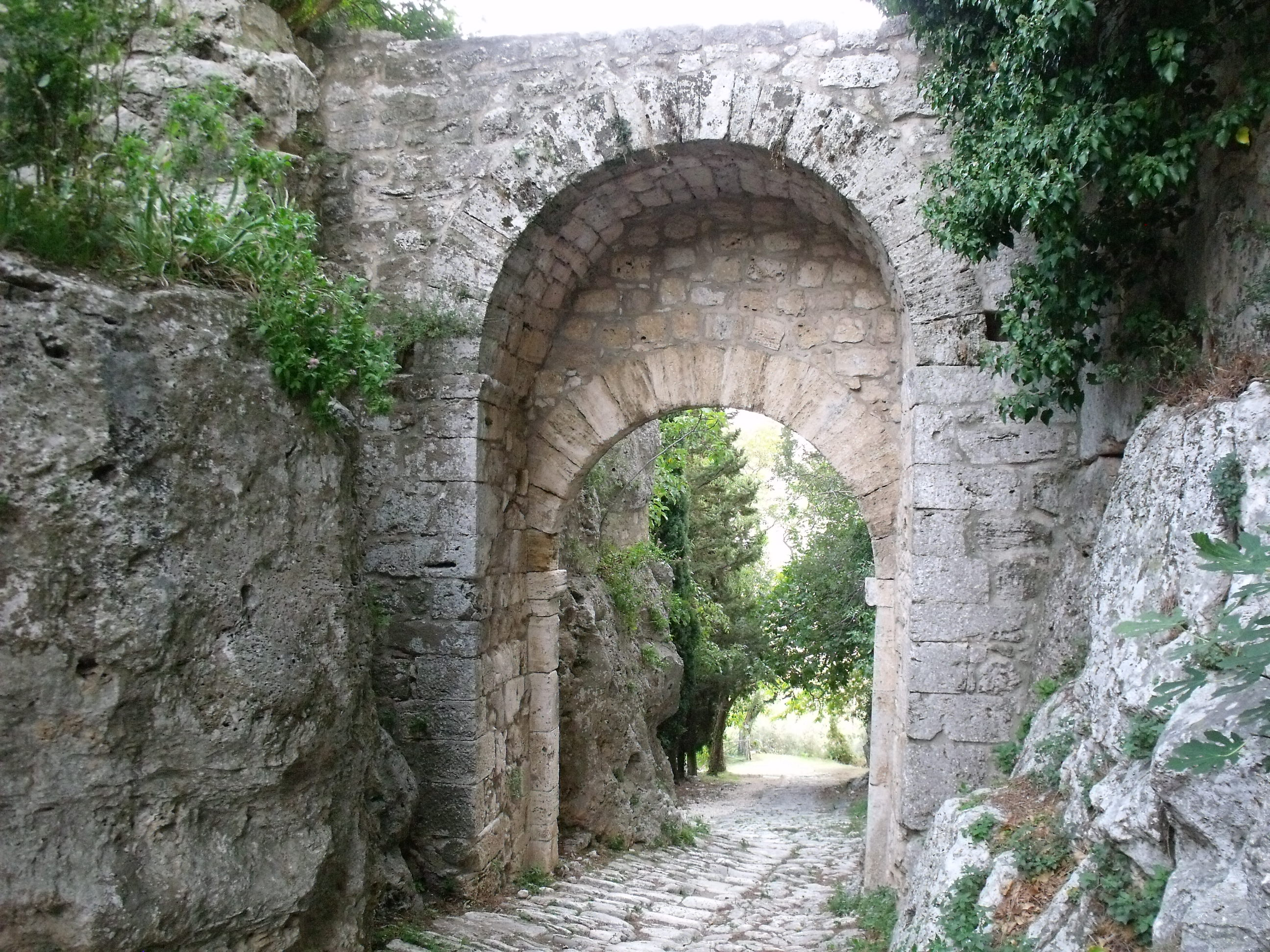
Römisches Tor Porta Romana

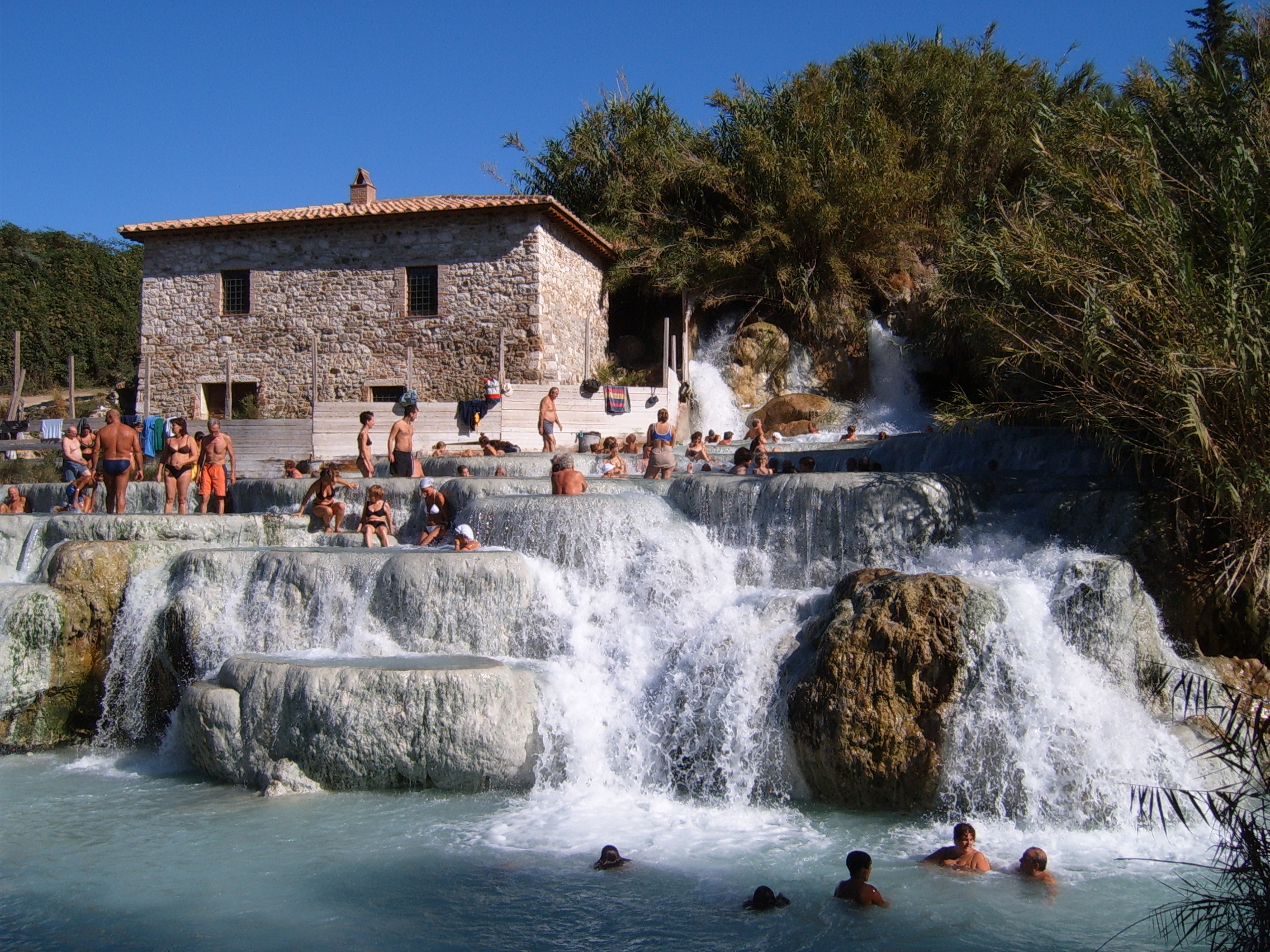
Therme Cascate del Mulino

- Bagno secco, Thermalbadruine nahe dem Ortszentrum (Via Mazzini) aus der Römerzeit[5].
- Chiesa di Santa Maria Maddalena, 1933 erneuerte Kirche romanischen Ursprungs. Enthält das Werk Madonna col Bambino tra San Sebastiano e Santa Maria Maddalena (Benvenuto di Giovanni zugeschrieben[3] und um 1475 bis 1485 als Tafelbild entstanden[4]).
- Porta Romana, römisches Stadttor nach Süden zu den Thermen, das in die senesische Stadtmauer integriert wurde. War Teil der Via Clodia[2].
- Rocca aldobrandesca, auch Castello Ciacci genannt, gehörte 1170 zur Rocca a Tentennano bzw. Rocca di Tintinnano, heute Rocca d’Orcia, Ortsteil von Castiglione d’Orcia. Gelangte 1216 in den Besitz der Aldobrandeschi und wurde 1410 von Siena ausgebaut. Seit 1929 im Besitz der Familie Ciacci, die weitere Umbaumaßnahmen vornahm[2].
- Thermalquellen, liegen ca. 1 km südlich des Ortes bei 156 m s.l.m.[3]. Sie haben dem Ort einen wirtschaftlichen Aufschwung gebracht. Aus der Thermalquelle strömen pro Sekunde 800 Liter 37 Grad warmes, schwefelhaltiges Wasser, das von den Hängen des Monte Amiata stammt. Dort sammelt sich das Regenwasser in ca. 200 m Tiefe und reichert sich mit Schwefel an. Das Wasser gelangt nach 30 Kilometern in Saturnia an die Oberfläche und ergießt sich über die Cascate del Mulino. Das Baden in den natürlich geschaffenen Sinterbecken ist kostenlos. Daneben gibt es auch ein Kurzentrum mit Einrichtungen (u. a. ein Schwimmbad des Luxushotels Terme di Saturnia) für diverse Kuren und Therapien.